# Salsipuedes (Argentina)

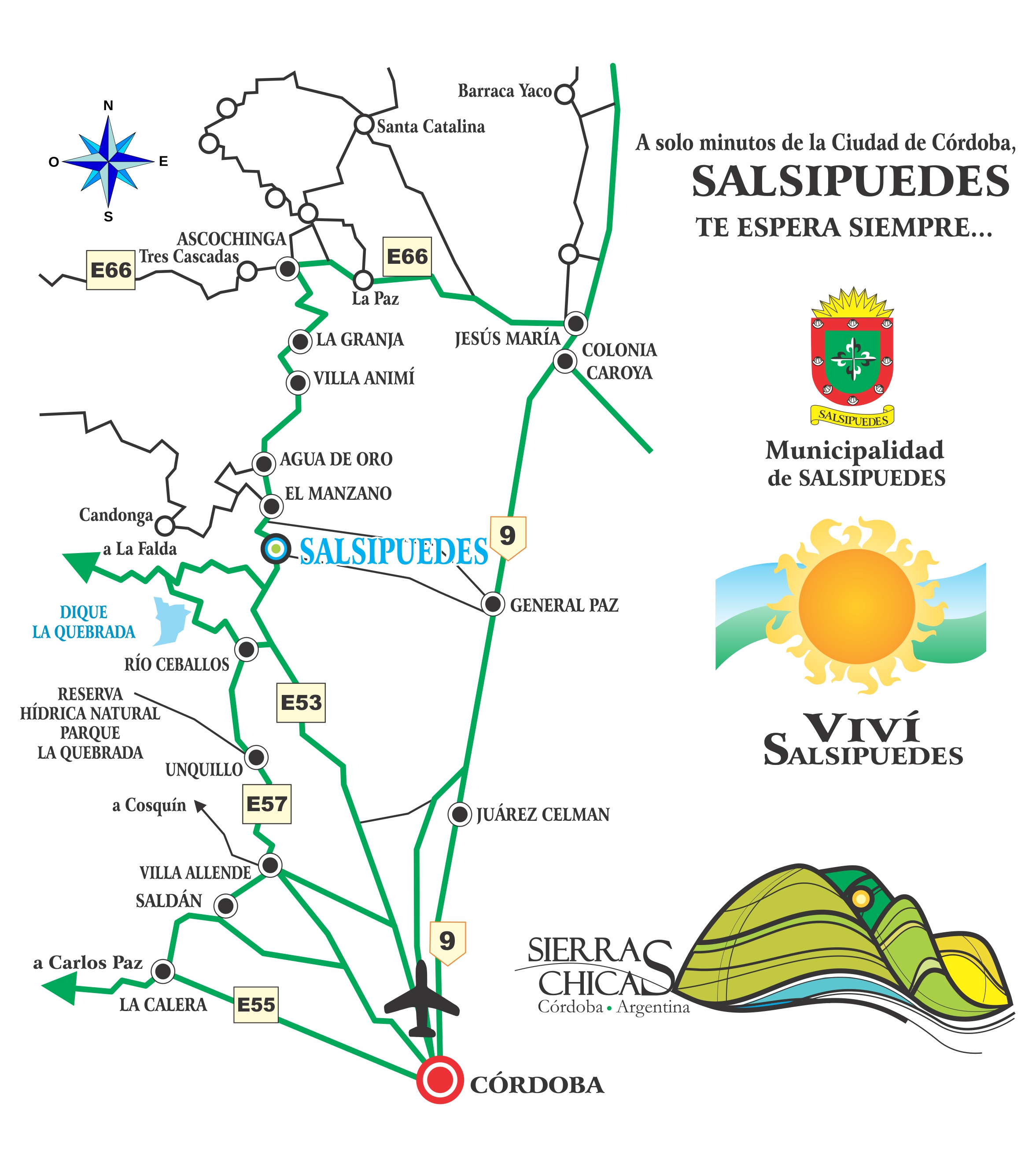
Mapa de como llegar a Salsipuedes y alrededores desde Córdoba Capital, Argentina. Para llegar, desde la capital de la provincia, hay que recorrer 36,76 kilómetros por la ruta E53

Salsipuedes es una ciudad en las Sierras de Córdoba, Argentina. Se encuentra en el Departamento Colón, a 36,76 km de la ciudad de Córdoba, capital de la provincia homónima. Forma parte del aglomerado urbano del Gran Córdoba. 
En 1604 el general Juan de Burgos la menciona en uno de los documentos de la gobernación, siendo esa una de las referencias más antiguas a la localidad. Por esta razón, en el año 2004 se llevaron a cabo las celebraciones del cuarto centenario, pero en la actualidad no hay consenso sobre la validez de esta celebración. Cuenta con bares, hoteles y diversos alojamientos, entre otros atractivos como El Salto de la Estancita, una cascada de 13 m de caída sobre el río Salsipuedes.
El Pueblito es un barrio ubicado en la localidad de Salsipuedes. Por la topografía y relieve serrano, la población en El Pueblito se halla muy dispersa, caracterizándose por sus pintorescos paisajes, sus ríos y pequeños arroyos que lo cruzan y su relieve serrano, agreste y todavía virgen. Su zona urbana está parcelada mediante distintos loteos. El Pueblito posee un suelo de relieve montañoso de mediana altura (sierras) en toda su zona occidental, que forma parte del cordón de las Sierras Chicas y que, ligeramente ondulado en su parte oriental, llega al relieve plano. 

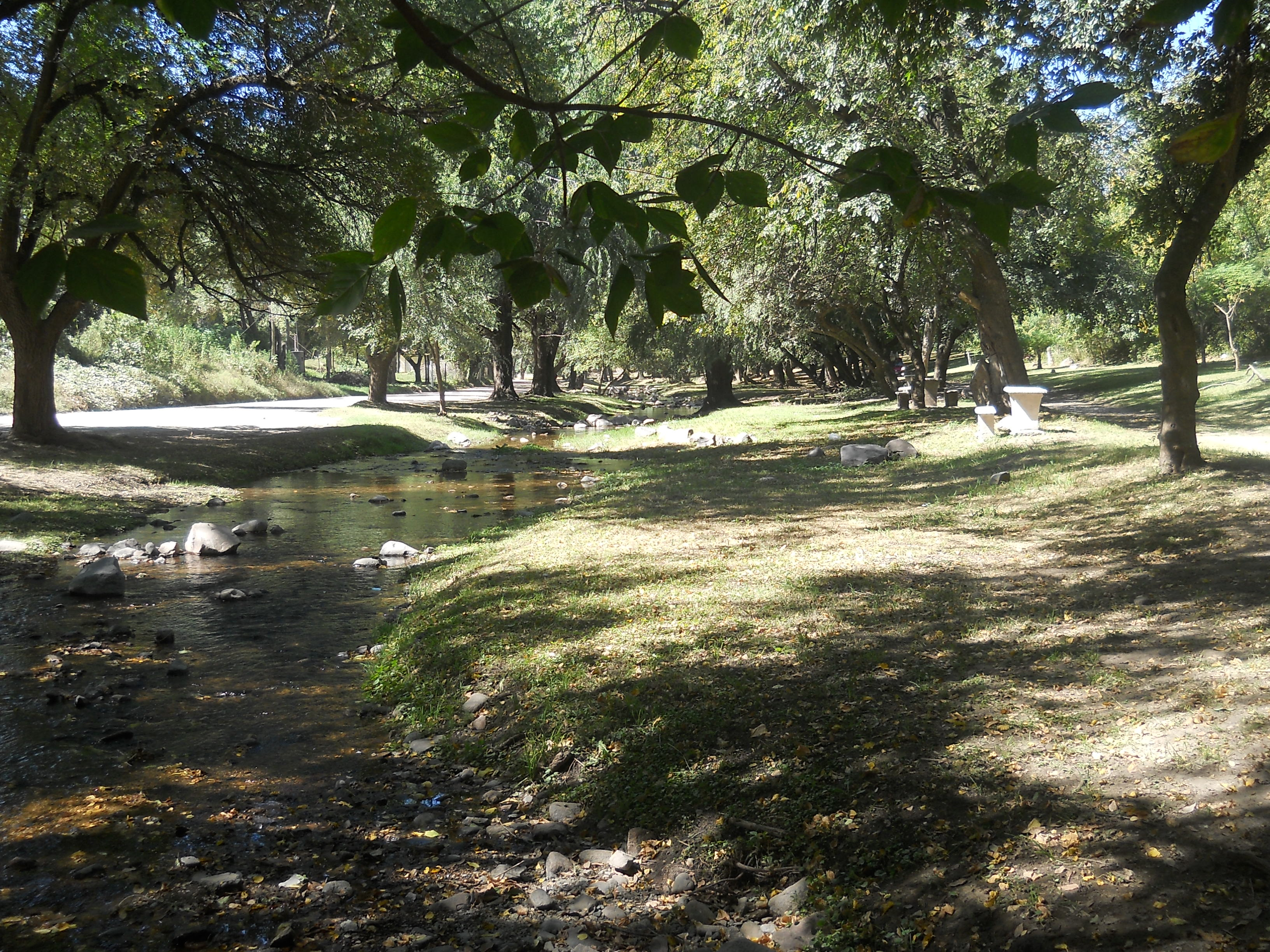
Apacible paso del arroyo Salsipuedes por la localidad homónima

## Toponimia
Existen varias leyendas en torno a su nombre. En una de ellas se dice que un originario, de la nación comechingón, secuestró a la esposa de otro. En su intento de huir, ambos hombres se trabaron en lucha venciendo el secuestrador, y arrojando a su derrotado a las aguas del río. En señal de satisfacción le gritaba al infortunado: "Sal si puedes".

## Geografía

### Población
Contaba con 15,882 habitantes (Indec, 2022), (crecimiento del 38 %) frente a los 9,845 habitantes (Indec, 2010). Por su población es la 6.ª localidad del Gran Córdoba.
| Gráfica de evolución demográfica de Salsipuedes entre 1980 y 2022 |
|                                                                   |
| Fuente: censos nacionales del INDEC                               |

### Sismicidad
La región posee sismicidad media; y sus últimas expresiones se produjeron:
- 22 de septiembre de 1908 (116 años), a las 17.00 UTC-3, con 6,5 Richter, escala de Mercalli VII; ubicación 30°30′0″S 64°30′0″O / -30.50000, -64.50000; profundidad: 100 km ; produjo daños en Deán Funes, Cruz del Eje y Villa de Soto, provincia de Córdoba, y en el sur de las provincias de Santiago del Estero, La Rioja y Catamarca.

- 16 de enero de 1947 (78 años), a las 2.37 UTC-3, con una magnitud aproximadamente de 5,5 en la escala de Richter (terremoto de Córdoba de 1947)[1]

- 28 de marzo de 1955 (70 años), a las 6.20 UTC-3 con 6,9 Richter: además de la gravedad física del fenómeno se unió el desconocimiento absoluto de la población a estos eventos recurrentes (terremoto de Villa Giardino de 1955)

- 7 de septiembre de 2004 (20 años), a las 8.53 UTC-3 con 4,1 Richter

- 25 de diciembre de 2009 (15 años), a las 21.42 UTC-3 con 4,0 Richter

## Turismo
- Gruta Virgen del Valle, en el cerro. Se visitan artesanos, laboratorios y exposición
- El Hogar de las Abejas. Museo apícola.
- El Mirador, vista panorámica de la villa, desembocadura del río Salsipuedes y el Gran Córdoba.
- Balneario Bello Horizonte, camping
- Gruta San Cayetano, se encuentran artesanos y cabañas
- Salto La Estancita, de 13 m de caída
- Parroquia Nuestra Señora del Rosario, centro de culto para la feligresía católica cuya fiesta patronal se celebra el segundo domingo de octubre y se caracteriza por ser un evento al que acuden muchas familias del pueblo
- Casona y Museo La Joyita, que fue la residencia de Ada Falcón